# Robert Greenblatt
Robert Greenblatt (né en 1960) est un dirigeant de la télévision américaine et actuel président du conseil d'administration de NBC Entertainment,,.